# 湯山俊久
湯山 俊久（ゆやま としひさ、1955年 - ）は日本の洋画家。日展理事。

## 経歴
1955年に静岡県駿東郡小山町で生まれる。その後1980年に多摩美術大学油画科を卒業。同年白日会展にて佳作賞受賞。1981年白日会展にて会友奨励賞を受賞、1983年に白日会展にて準会員奨励賞 受賞、日展入選をし、1984年に白日会展にてM賞を受賞した。
1990年に日展にて「悠想」、1998年に「想春」で特選を受賞し、画家の旅から 美しき東日本展（東京ステーションギャラリー）に1993年出展。2000年に白日会にて三洋美術賞を受賞。
2002年第34回日展審査員就任、2003年に日展会員推挙、2008年に日展評議員に就任した。
2004年に白日会展　文部科学大臣奨励賞受賞、2009年に白日会展　内閣総理大臣賞受賞、2010年に日展　内閣総理大臣賞を受賞。
その後、月刊女性誌「ほほほ」において絵画講座を連載した。
2016年には日展理事に就任。
2018年に第74回日本芸術院賞を受賞し、6月19日に皇居で授賞式が行われた。式で湯山は「作品に贈られる賞としては最高の栄誉をいただいた」と述べている。

## 著作
- 『気軽に楽しむスケッチBOOK』西東社 2000年